# Chuck Jefferson
Chuck Jefferson (* 23. března 1976 Santa Barbara) je bývalý americký zápasník – judista.

## Sportovní kariéra
Vyrůstal v Barstow, kde začal s judem v 5 letech v dódžó Ernieho Smitha. Vrcholově se připravoval v univerzitním klubu San José State University pod vedením Yoshe Uchidy. V americké mužské reprezentaci se pohyboval od druhé poloviny devadesátých let dvacátého století. Většinu své sportovní kariéry byl v pozadí za Jimmy Pedrem a od roku 2005 za Ryanem Resserem. V americké olympijské nominaci neuspěl v žádném ze čtyř pokusů (1996, 2000, 2004 a 2008). Sportovní kariéru ukončil v roce 2009. Věnuje se trenérské práci.

## Výsledky
| Turnaj                  | 2002       | 2003       | 2004       |
| Turnaj                  | 26         | 27         | 28         |
| Turnaj                  | lehká váha | lehká váha | lehká váha |
| ----------------------- | ---------- | ---------- | ---------- |
| Olympijské hry          |            |            | —          |
| Mistrovství světa       |            | úč.        |            |
| Panamerické hry         |            | 5.         |            |
| Panamerické mistrovství | 1.         | 1.         | —          |